# Novoseltsi
Novoseltsi (bulgariska: Новоселци) är ett distrikt i Bulgarien.   Det ligger i kommunen Obsjtina Vidin och regionen Vidin, i den nordvästra delen av landet, 150 km norr om huvudstaden Sofia.
Trakten runt Novoseltsi består till största delen av jordbruksmark. Runt Novoseltsi är det ganska tätbefolkat, med 134 invånare per kvadratkilometer.